# 観点別学習状況
観点別学習状況（かんてんべつがくしゅうじょうきょう）とは、学校で、児童・生徒（学習者）の各教科ないし科目における学習の状況を分析したものである。分析にあたっては、学習指導要領に示された目標に照らして、各教科の学習内容をいくつかの観点に分け、それぞれの観点ごとに学習の状況を分析する。

## 概要
以前は、全ての教科は「関心・意欲・態度」「思考・判断・表現」「技能」「知識・理解」などの4〜5つの観点に分けられていたが（国語のみ5観点、それ以外の教科は4観点である）、令和3年度以降、各教科とも、「知識・技能」「思考・判断・表現」「主体的に学習に取り組む態度」の3観点とされている。評価者（教師）はそれぞれの観点ごとに目標を設定し、学習者がその目標に対してどれだけ実現できたかを分析して、一般に次のような3段階で評価する。評価方法は絶対評価で行われる。
- 「十分満足と判断されるもの」…A、◎など
- 「おおむね満足であると判断されるもの」…B、○など
- 「努力を要すると判断されるもの」…C、△など

この評価は観点別評価（かんてんべつひょうか）とも言われる。学年末には、各必修教科、選択教科の観点別評価が、観点別学習状況として　評定とともに指導要録に記録される。
教育課程は、学習指導要領（意図したカリキュラム）、教科書検定（実施したカリキュラム）、指導要録（実現したカリキュラム）という形で国家統制されている。学校教育法の一部と学習指導要領が国家レベルの教育課程の基準であるのに対して、指導要録における観点別学習状況の評価は学校でなされる。実際、国は、学校ごとに教育課程が定める制度の下で、国立教育政策研究所から観点別評価の規準案をその参考資料として示すことで、学校の主体性を尊重している。教師は、指導要録に観点別学習状況の評価に記載するまでは、評価の観点はきめ細かな指導を実現するための指導と評価において活用する。指導と評価は再帰的に繰り返されるので評価記録簿上では評価記録は修正され続ける。その最終結果が指導要録に記載される。

## 観点別評価導入の背景
1987年の教育課程審議会で、学習指導要領改定の中で、「日常の学習指導の過程における評価については、知識理解面の評価に偏ることなく、児童生徒の興味・関心等の側面を一層重視し、学習意欲の向上に役立つようにするとともに、これを指導方法の改善に生かすようにする必要がある」との答申が発表された。また指導要録における各教科の評価についても、「教育課程の基準の改善のねらいを達成することや各教科のねらいがより一層生かされるようにする観点から、教科の特性に応じた評価方法等を取り入れるなどの改善を行う必要がある」と、指導要録の様式を改める旨の考えが示された。これを受け、文部省は指導要録の参考様式を提示した。この参考様式の中で各教科それぞれに4〜5つの観点が定められ、絶対評価による3段階の評価を行うこととされた。
指導要録に観点別評価が導入された結果、調査書にも観点別評価を記載するようになった。

## 観点別学習状況の評価の仕方
観点別学習状況を評価するにあたっては、まず教師は、各観点で何を評価すればよいのか、評価する項目（評価規準）を定め、それぞれの事柄についてどの程度実現できていればよいのか（評価基準）を定める。その上で、児童生徒を評価するための資料を収集する。評価のための資料とは、児童生徒の毎回の授業での発言や授業態度、ノートやワークシートの記述、宿題、定期考査など様々である。指導要録における観点別学習状況の評価とは、それら資料を基に各項目の実現状況を1つ1つ評価し、各観点を総括して最終的な評価（総括的評価）を行うことである。
児童生徒を育てる教師の立場、指導と評価（指導のための評価、形成的評価）の意味での評価を担う教師の立場からすれば、評価のために収集される資料は、自らの指導を反省し児童生徒を次の指導場面や授業で指導することを目的に収集され活用するものである。その意味で、日々の授業における観点別評価の規準は、教師が授業展開それぞれの場面における自らの指導を評価し判断する情報収集や次の展開を判断する契機として機能する。
児童生徒やその保護者にとっては、各々の学習状況が観点ごとに分析されたものを知ることにより、自分がどこまで達成できているのかを確認でき、不十分な点の改善に役立てることができる。

### 評価の仕方に関する問題点
評価のスパンが長いと、学習が不十分であり目標を十分に達成できない児童生徒がそのまま学習を進めてしまい、どの部分の学習が十分にできていて、どの部分が不十分だったのかが分かりづらくなる。また、その分だけ期間中の評価をまとめたものが返されるため、評価を読み取ることも難しくなる。「結果として評価がその後の学習や指導に生かせない」という意見も挙げられている。
そこでより綿密な評価を行うために、単元などの学習のまとまりごと、あるいはもっと短いスパンで評価する研究が行われている。この研究では短い期間での評価を繰り返すことにより、児童生徒は自らの学習の不十分である点を早期に発見することができる。また教師にとっても、学習者の学習状況の変化をつかむことができたり、復習や補習を行ったりすることもできるという利点が挙げられている。
しかし、評価のスパンを短くし、綿密な評価を行うためには、1単位時間の間に多大な評価資料を収集しながら授業をしなければならない、収集した膨大な評価資料を短時間のうちに分析し、処理しなければならないなど、教師に対して、教材研究や授業以上に、評価のために多大な労力を強いることとなる。そのため、「評価に時間を取られ、教材研究がおろそかになり本末転倒である」「現実的な評価方法とは言い難い」とする意見も大きい。

## 評価の通知
観点別評価は、各学期末、あるいは学年末にまとめて通知表や評価カードなどに全教科分が記載されて、児童・生徒やその保護者に通知されることが多い。この場合、通常、観点別評価とともに、評定も通知される。
各単元ごとに観点別評価を通知する事例では、教科ごとに評価カードが用意され、多くの場合、単元ごとの評価が記載されて児童・生徒及びその保護者に通知される方法が用いられている。

### 評価の通知に関する問題点
各学期ごとに通知表等に記載する例では、各教科が4〜5つの観点項目それぞれに評価がなされ、それが一度に通知されるので、評価の返し方によっては、通知表や評価カードなどの一覧表に、たくさんのA, B, Cや記号が羅列することにもなりかねない。
例えば、3学期制の中学校で、必修9教科（国語、社会、数学、理科、英語、音楽、美術、保健体育、技術･家庭）の観点別評価を各学期末に通知表に記載する場合、教師（多くの場合学級担任）は、1人あたり1学期に37個の記号を、学級ごとに記載された観点別評価の一覧表から1人1人の生徒の通知表へ、誤りなく転記する作業を行う。ただし、選択教科の観点別評価が行われることもあるため、1人あたりの記号の数は37個以上となることもしばしばである。仮に学級の生徒数が30人だとすると、1学期の通知表を作成するためには、観点別評価の記号を少なくとも 37 × 30 = 1110 個転記する作業を行い、その他に評定や、生徒1人1人の所見を記入し、出欠の記録をまとめたりすることになる。これらを全て、誤りなく行うことは大変神経を使う作業である。
このような背景から、評価を返す作業の効率化のために、成績の処理はコンピュータのデータベースを用いるべきとの意見も挙がっており、実際にデータベースを活用して成績処理を行っている事例も年々増加している。しかし、職員室の中にデータベースを扱うのに十分なコンピュータ環境が整っていないという学校もまだまだ多く、また、「個人情報保護の観点から、成績を電子情報にするべきではない」、「コンピュータ化している世の中だからこそ、あえて通知表は手書きにこだわりたい」などの意見もあるなど、成績のデータベース化が進んでいない、あるいは行われていない学校が多い。
また、前述の3学期制の中学校の例では、年間で1人あたり、必修教科だけで 37 × 3 = 111 個の観点別評価の記号が並ぶことになる。実際にはこれに選択教科の観点別評価が加わるのでそれ以上である。児童生徒や保護者の立場から見てみても、大量に並んだA, B, Cや記号を見て評価を読み取ることは大変である。結局のところ、受け取った通知表を見たとき評定にのみ目が行ってしまう児童生徒や保護者も少なくない。そのため、観点別評価は別表にして配布する学校も見られるが、「1枚の紙に評価と評定が載っていないため、かえって見づらい」という意見もあるなど、「より見やすい評価の返し方」もまだまだ研究が必要である。

## 教師の立場から見た観点別評価
教師にとって観点別評価は、児童生徒の学習の到達度合いを確認し、授業の改善や、到達の度合いが低い児童生徒へ支援するための参考資料となる。他方で、評価資料収集のための莫大な仕事量の割には教育上の効果がはっきりせず、無駄な作業が多いとの声もある。このような声は、逆に観点別評価が評価のための評価としてなされる実態、学習指導の目標の実現状況を評価するという本来の評価の目的から離れた評価がなされている実態の表出とみることもできる。
評価の規準が質的であるのに対して、それを三段階に分ける際に数量化の問題が発生する。質的問題を数量化するには、質的問題を操作的に定義しなおすことの妥当性が問われる。すなわち、質的規準と数量化の基準が目標に対して妥当であるかの検討が必要になる。例えば「関心・意欲・態度」の項目については、授業中の児童生徒の様子や授業中のノートの点検、宿題への取り組み状況など、様々な評価材料で評価を行う試みがなされている。その場合、ともすれば情意面の評価を点数化して評価する根拠が曖昧になる。そこでは「関心・意欲・態度を数値化して評価することには問題がある」あるいは「関心・意欲・態度を評価する時間があるならばむしろ、児童生徒が興味関心を持って、意欲的に取り組める授業を作る準備に時間を充てるべきではないだろうか」という声も現れる。ともすれば、逆にそのような見解を披露することそれ自体が、関心・意欲・態度を育てる指導と評価（指導のための評価）を行っていないこと、そのため関心・意欲・態度を評価することを普段の授業でなしえないと発想すること、であればこそノートや宿題、挙手回数などでその主旨と乖離したと自分がみなす方法で評定するという自己矛盾を表明しているとも誤解されかねない。
質と量が本質的に異なるとすれば質を量に数量化する際に発生する乖離は解消し得ないが、乖離を埋めようとする努力は目標を適格に理解するための教材研究を通してはじめて可能になる。教育論議は誰でもできるが、その乖離を埋めることは目前の子どもの教育に対して責任をもつ教師以外にはなしえないことでもある。

## この項目の基本的な文献
- 伊藤敏雄『誰も教えてくれない教育のホントがよくわかる本　ゆとり教育になって学校はどうなった？』（文芸社、2006年）